# RisiKo! più
RisiKo! più (Castle Risk nella versione in lingua inglese) è una particolare versione del gioco da tavolo di RisiKo!, il gioco è del 1986.

## Il tabellone
Il gioco, a differenza del predecessore, si svolge esclusivamente in Europa con il piano di gioco suddiviso tra diversi imperi che richiamano quelli esistenti nel Vecchio continente alla vigilia della prima guerra mondiale (1914-1918):
- Impero britannico (Londra, Galles, Yorkshire, Scozia e Irlanda);
- Impero Francese (Parigi, Bretagna, Olanda, Borgogna, Guascogna e Marsiglia);
- Impero Germanico (Berlino, Prussia, Frisia, Baviera e Sassonia);
- Impero austro-ungarico (Vienna, Boemia, Galizia, Ungheria e Bosnia);
- Impero ottomano (Turchia, Serbia, Bulgaria, Romania, Albania e Grecia);
- Impero russo (Mosca, Pietroburgo, Minsk, Lettonia, Polonia e Ucraina).

Inoltre ci sono zone che non appartengono a nessun impero e sono chiamati Stati Indipendenti:
- Italia (comprendente la Svizzera, Venezia, Roma e Napoli);
- Penisola scandinava (comprendente la Danimarca, Norvegia, Svezia e Finlandia);
- Penisola iberica (comprendente il Portogallo, Madrid e Barcellona).

## Scopo del gioco
Lo scopo del gioco è di occupare tre imperi oltre al proprio, abbattendo gli avversari distruggendone la capitale, dove è collocata la fortezza. Come gli altri RisiKo! si gioca da 3 a 6 giocatori e ci sono 6 colori di pedine (carrarmati) disponibili: nero, blu, viola, verde, giallo, rosso. Le bandierine valgono come dieci pedine e i carrarmati più grandi come cinque di esse.

## Le Carte
Le Carte sono:
- Diplomatico: permette di stabilire una tregua di guerra con un giocatore a propria scelta per un solo turno;
- Rinforzi: puoi rinforzarti con un numero di carrarmati pari a quello indicato sul bordo del tabellone, nel lato inferiore, in ordine crescente;
- Spia: puoi guardare le carte di un giocatore a scelta e ne puoi togliere una oppure difenderti contro la spia di un avversario, impedendo al medesimo di vedere le tue carte;
- Generale: aumenta di un punto il dado più alto in attacco;
- Maresciallo: aumenta di un punto il dado più alto in difesa;
- Ammiraglio: permette di attaccare via mare una sola volta per turno. Le armate devono esser caricate sopra un vascello di colore bianco in dotazione, che verrà posizionato con la prua verso il territorio marittimo che s'intende attaccare. Il Mar Nero viene considerato uno specchio d'acqua a sé stante e sono ammessi attacchi via nave solamente fra territori che sboccano sullo stesso.

Ogni giocatore all'inizio del gioco ottiene 3 carte. Al proprio turno un giocatore se ha meno di 3 carte ne pesca dal mazzo una o più fino a che ne ha tre. Poi pesca un'altra carta.

## Le Armate nascoste
Ogni giocatore deve scrivere su di un foglietto il nome di un territorio, anche non in suo possesso in quel momento (ad esclusione di quelli occupati dalle fortezze), nel quale intende "nascondere" delle armate e lo ripone sul tavolo vicino a sé ben ripiegato, in modo che quanto scritto non sia visibile da alcuno. In qualsiasi momento del gioco, sia in attacco, che in difesa, ogni giocatore può esibire il foglietto sul quale ha indicato il nome del territorio in questione, posizionando sullo stesso tante armate quante ne sono indicate sul tabellone in prossimità dell'ultima carta dei Rinforzi giocata dai partecipanti. È chiaro che le armate possono essere scoperte solo ed esclusivamente quando il territorio è occupato dal giocatore.

## Come s'inizia
All'inizio si tirano i dadi, chi ha il dado più alto comincia e via di seguito, dopo vengono presi i vessilli, che sono delle bandierine riportanti la lettera iniziale del nome dell'impero (ad es. "G" per il Germanico, "B" per il Britannico e così via) e vengono mischiate. Dopo di che ogni giocatore prende un vessillo e occupa un impero in base alla lettera ivi indicata. Poi partendo dai propri territori si inizia a occupare tutto il terreno di gioco.
Il numero di armate iniziali sono:
- 35 se i giocatori sono 3;
- 30 se i giocatori sono 4;
- 25 se i giocatori sono 5;
- 20 se i giocatori sono 6.

Le armate di rinforzo vengono prese secondo le seguenti regole: non ci sono regole 
5per ogni vessillo conquistato;
4per ogni blocco di territori indipendenti posseduto completamente;
9 per ogni impero completo;
5 invece di 12, se si possiedono tutti i tre blocchi indipendenti.

## Contenuto
Ogni scatola contiene:
- 1 tabellone con l'Europa suddivisa in 6 Imperi e 44 territori;
- 6 gruppi di 66 carri armati di colore diverso;
- 178 gruppi di 5 carri armati più grandi di  colore diverso;
- 60 gruppi di 5 bandierine di colore diverso;
- 69 fortezze per ogni Impero;
- 6 vessilli, ognuno con le iniziali del corrispondente Impero;
- 1 mazzo di 48 carte(12 Rinforzi, 7 Spie, 8 Generali, 6 Ammiragli, 8 Marescialli, 7 Diplomatici);
- 1 Nave ammiraglia  per trasportare le armate degli attacchi via mare;
- 6 dadi, 3 rossi per l'attacco e 3 blu per la difesa.

## Eccezioni
Nel gioco ci sono alcune eccezioni come:
- il mar Nero non è attraversabile attraverso il mar Mediterraneo, ma solo dalle regioni che si affacciano sul mare;
- nel tabellone ci sono alcuni territori separati dal mare, ma collegati tra loro con una linea tratteggiata: ciò significa che i due territori sono da considerarsi confinanti ed è quindi possibile movimentare truppe senza l'ausilio della nave;
- quando si ha tutti gli indipendenti, invece di prendere 12 armate, come da calcolo, se ne prendono 15.

## Eliminazione di un giocatore
È fondamentale comprendere che, a differenza di quanto accade nel RisiKo! normale, non si viene eliminati quando si perde l'ultimo territorio, ma, semplicemente, quando si perde il territorio dove ha sede la capitale. È perciò necessario proteggerlo bene e, possibilmente, non sceglierne uno sul mare
Quando il terribile evento dell'eliminazione del giocatore che ha perso la propria fortezza accade, il giocatore che gli ha conquistato il territorio ne prende la fortezza e gli eventuali vessilli già conquistati (ognuno dei quali renderà due armate a turno) e li pone sul proprio castello, poi ne prende altresì carte e armate segrete (se non ancora usate). Inoltre vengono rimosse le armate del perdente presenti sui territori non ancora conquistati e il vincitore li occuperà prendendo le armate dai propri territori, ma non è obbligato a farlo: può rifiutarsi di occuparne alcuni o addirittura tutti: in questi casi gli altri giocatori li occuperanno secondo le solite modalità; ciò può derivare dalla necessità di non diluire troppo le proprie forze o di non avere territori isolati da difendere ad oltranza.